# Chicago (Würfelspiel)
Chicago, selten auch als Chikago bezeichnet, ist ein Würfelspiel, das mit drei Würfeln gespielt wird.

## Regeln

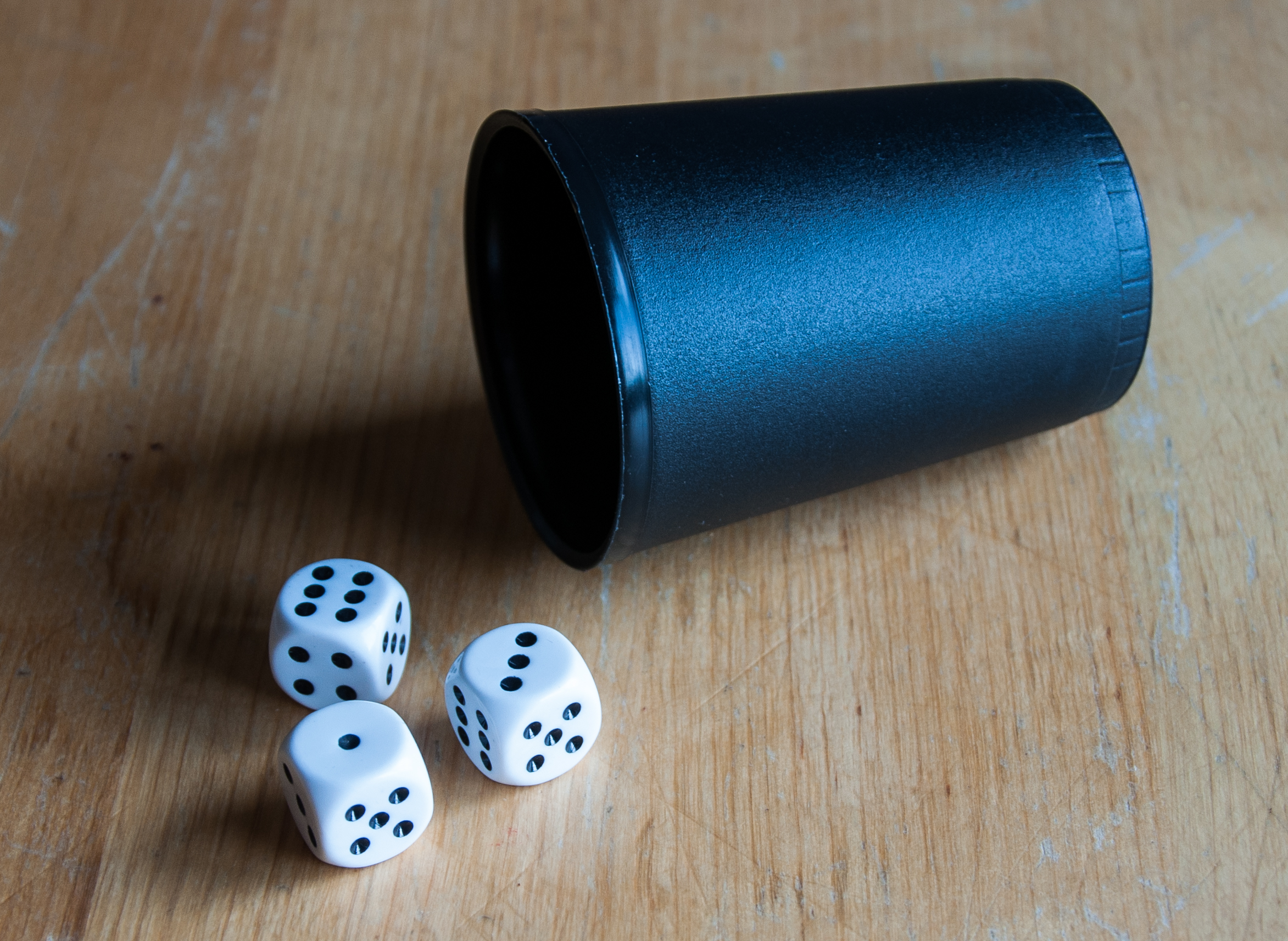
Chicago wird mit drei Würfeln gespielt.

Da die Regeln von der Spielrunde abhängen oder auch je nach Kneipe variieren können, empfiehlt es sich, vorher eine Einigung zu erzielen.
Es wird gelost wer beginnt, da der Beginner einen Vorteil hat. Die Einser zählen entweder 1 oder 100, Sechser zählen entweder 6 oder 60 und alle anderen Augenzahlen zählen normal. Mit den drei Würfeln darf maximal dreimal gewürfelt werden. Wenn der Erste einer Runde nach seinem ersten Wurf die Würfel liegen lässt, darf jeder in der Runde ebenfalls nur einmal würfeln. Wenn er nach dem zweiten Wurf aufhört, dürfen die Nachfolger auch höchstens zweimal den Würfelbecher umdrehen.
Nach einem Wurf darf man einen oder mehrere Würfel herauslegen. Es gibt aber keinen Zwang, Würfel herauszulegen, aber was einmal gelegt wurde, darf nicht mehr in den Becher zurück. Der Spieler, der beginnt, entscheidet, wie gewertet wird: ob Einser 100 und Sechser 60 oder Einser 1 und Sechser 6 wert sind, und ob hoch oder tief gewertet wird, d. h. ob die anderen höher oder tiefer würfeln müssen, um den Wurf zu übertreffen, denn jeder Nachfolgende muss stärker würfeln als sein Vorgänger. Der Beginner kann auch sagen "Sechser zählen 60, aber Einser zählen 1", z. B. dann, wenn er keine Einser, aber eine 6 gewürfelt hat.
Erzielt man im ersten Wurf zwei Sechsen, so kann man diese in eine 1 umwandeln. Eine 6 wird also auf die 1 gedreht, die andere 6 muss zurück in den Becher. Der höchste Wurf beträgt drei Einser. Dieser Wurf heißt Chicago und hat sofort gewonnen. Der Glückliche steigt meist aus der Runde aus und hat mit dem weiteren Spiel des Verlierers (der in einer Kneipe oft eine Getränke-Runde zu begleichen hätte) nichts mehr zu tun.

## Regelvariante („Bayerisches Chicago“)

### Struktur und Ziel des Spiels
Gespielt wird von beliebig vielen Spielern. Ziel des Spiels ist es im Wesentlichen, nicht zu verlieren, um so der Pflicht zu entgehen, für alle Spieler eine Runde zu bezahlen. Spielmaterial sind drei Würfel und ein Würfelbecher. Es wird mit Bierfilzen gespielt. In der ersten Spielphase erhält der jeweils schlechteste Spieler einer Spielrunde einen Bierfilz, bis alle Bierfilze verteilt sind. In der zweiten Phase darf der jeweils beste Spieler einer Runde einen Bierfilz ablegen. Wer als letzter Spieler noch einen Bierfilz hat, verliert.

### Würfelwerte
Es zählen:
- „1“ immer für „einhundert“
- „2“, „3“, „4“ und „5“ immer ihren jeweiligen Wert, also zwei, drei, vier und fünf
- „6“ immer für „sechzig“.
- Zwei Sechser können zu einer „1“ umgedreht werden, wobei der zweite Würfel wieder in den Becher gelangt (für einen weiteren Wurf) oder zwei 6er werden als „hundertzwanzig“ gezählt und liegengelassen.
- Drei Einser auf einen Wurf zählen als „Chicago“ oder „Chic“ und haben zur Folge, dass der Spieler, der ihn erzielt hat, sofort aus dem Spiel ist (d. h., er muss auf jeden Fall nicht die Runde zahlen!). Die Bierfilze (siehe unten), die er bis zu diesem Zeitpunkt eventuell schon gesammelt hat, werden aus dem Spiel genommen.
- Drei Einser aus mehreren Würfen zählen 300 und können nur mit einem „Chic“ überboten werden.
- Zeigt von drei Würfeln keiner eine 1 oder eine 6, ist es ein „Fish“ oder „Schrott“, also das niedrigste, das es gibt.
- Würfelt man drei Sechser, werden diese zu zwei Einsern umgewandelt und der verbliebene Würfel gelangt erneut in den Becher.

Wichtig ist im Spiel vor allem die Regel „Mit ist Shit“, was bedeutet, dass das Würfelergebnis des Spielers, der „tief“ ist (siehe dort), auf jeden Fall überboten werden muss; würfelt man nur dasselbe Ergebnis, ist man selbst „tief“. Auf diese Weise bietet sich die Möglichkeit, sogar mit einem „Fish“ durchzukommen, wenn nur einer der folgenden Spieler ebenfalls nur einen „Fish“ würfelt.

### Spielablauf
Es wird ausgewürfelt, wer beginnt. Der erste Spieler hat die Möglichkeit, bis zu dreimal zu würfeln. Ziel ist, ein möglichst hohes Ergebnis mit möglichst wenigen Würfen zu erreichen. Einer können stehen gelassen werden, andere Würfel können wieder in den Becher. Meint man, ein Ergebnis erwürfelt zu haben, das einfach zu unterbieten ist (weil es so hoch ist), gibt man den Becher mit den Würfeln an den linken Sitznachbarn mit dem aktuellen Spielstand. Hierbei wird angegeben, was „hoch“ ist und mit wie vielen Würfen das Ergebnis errungen wurde, beispielsweise „hundertdreiundzwanzig auf zwei sind hoch“, was bedeutet: der Spieler hat mit zwei Würfen das Ergebnis „1 2 3“ erwürfelt (z. B. mit zwei Sechsern und einer 3). Der darauffolgende Spieler muss nun ebenfalls zweimal würfeln. Was er bei seinem ersten Wurf erzielt, ist im Grunde egal, wichtig ist nur, dass er nach dem zweiten Wurf mehr stehen hat, als sein Vorgänger. Unterbietet er das, was „hoch“ ist, ist sein Ergebnis „tief“, überbietet er es, ist das Ergebnis des ersten Spielers „tief“. Bei diesem Beispiel würde der zweite Spieler 204 würfeln (z. B. durch zwei Einser und eine 4) und somit wären die "1 2 3" des ersten Spielers „tief“. Würde er beispielsweise einen „Fish“ würfeln, wäre „Fish auf zwei tief“. So geht es reihum und immer muss dem nächsten Spieler angesagt werden, was „tief“ ist, was also übertroffen werden muss. Haben alle gewürfelt, erhält derjenige Spieler einen Bierfilz, der in der Runde das niedrigste Ergebnis erzielte und an dem das „tief“ hängengeblieben ist.
Der Spieler, der den Bierfilz nehmen musste, legt für die nächste Runde vor. So wird weitergespielt, bis alle Bierfilze (von denen einer mehr im Spiel ist, als Mitspieler teilnehmen) verteilt sind. Nun müssen alle Spieler, die mindestens einen Bierfilz haben, sich an der zweiten Runde beteiligen, bei der die Filze „runtergespielt“ werden; wer zu diesem Zeitpunkt ohne Bierfilz ist, ist dann bereits aus dem Spiel.
Beim Runterspielen beginnt der Spieler mit den meisten Filzen; haben mehrere Spieler gleich viele, wird mit einem Würfel ausgewürfelt, wer anfängt. Auch jetzt geht es darum, das höchste Ergebnis mit den wenigsten Würfen zu erzielen. Der kleine Unterschied ist nur, dass nicht der, der am Ende der Runde „tief“ ist, bestraft wird, sondern dass der, der „hoch“ ist, belohnt wird, indem er einen Bierfilz abwerfen darf. Sobald nur noch ein Spieler übrig ist, der einen oder mehrere Bierfilze besitzt, hat dieser verloren und muss eine Runde spendieren. Je nach Kneipen-Regel ist z. B. auch, dass wenn man einen Chicago in einem Wurf erzielt (drei 1er auf einmal) zwar aus dem Spiel ist, dennoch eine Runde Schnaps spendieren muss. Dies wird als "Trost" für die anderen Spieler angesehen, falls sie eventuell kein Glück haben und keine 1 würfeln.

### Grundlegende taktische Erwägungen
Der einzige Punkt im Spiel, an dem Taktik eine Rolle spielt, ist der erste Wurf. Die Zahl der folgenden Würfe ist dann vorgegeben, also entscheidet im weiteren Verlauf nur das Glück. Die folgenden taktischen Überlegungen sind daher nur für den Vorlegenden von Belang:
- je größer die Runde, desto höher ist die Wahrscheinlichkeit, mit einem „Fish auf 1“ durchzukommen
- Ergebnisse mit einer 1 auf einen Wurf sind statistisch meistens ausreichend, „auf zwei“ lässt man hingegen selten einen oder zwei 1er liegen, vielmehr strebt man dann einen „Chic“ an
- beim Runterspielen: bei mindestens einer 1 im ersten Wurf in aller Regel „auf 1“ weitergeben

## Regelvariante („Tschigg“)
In der Schweiz ist dieses Spiel unter dem Namen „Tschigg“ verbreitet. Vor allem bei der Verteilung der Bierfilze (auch „Bierdeckel“) gibt es Abweichungen. So ist die Anzahl Bierdeckel im Spiel stets durch die Formel 2 · n − 1 bestimmt (n ist dabei die Anzahl Spieler). In der ersten Spielphase erhält immer der schlechteste Spieler pro Runde einen Bierdeckel. In der zweiten Phase darf jeweils der beste Spieler dem schlechtesten Spieler einen Bierdeckel abgeben. Spieler die in der zweiten Phase ohne Bierdeckel sind, haben gewonnen und verlassen das Spiel. Verlässt ein Spieler das Spiel, reduziert sich die Soll-Anzahl der Bierdeckel um zwei (es gilt immer 2 · n − 1). In den nächsten Runden wird jeweils ein Bierdeckel des besten Spielers aus dem Spiel entfernt, bis die Soll-Anzahl erreicht ist.
Oft findet man auch Varianten, in denen es erlaubt ist, rausgelegte Würfel beim dritten Wurf wieder in den Becher zurückzunehmen. Auch hier empfiehlt es sich, sich vor dem Spiel zu einigen.

## Regelvariante (Trinkspiel)
In NRW ist Chicago auch als (gefährliches) Trinkspiel bekannt. Es wird üblicherweise um die Leerung einer vorhergenannten Anzahl an Flaschen hochprozentiger Getränke gespielt. Benötigt werden dazu 1 Pinchen/Schnapsglas, 1 Würfelbecher, 3 Würfel, hochprozentige Getränke, 3-8 volljährige Spieler.
Regeln:
1. Die Regeln müssen vor dem Spiel laut und deutlich einmal erklärt werden.
2. Wer kleckert, muss trinken.
3. Wer die Runde verliert, muss trinken.
4. Wer trinkt, muss das nächste Pinchen auffüllen.
5. Wer würfelt, wenn das Pinchen nicht gefüllt ist, muss trinken (das Pinchen auffüllen, trinken, nachfüllen)
6. Der Verlierer der Vorrunde beginnt die nächste Runde.
7. Wer mit einem Wurf einen Dreierpasch (drei gleiche Würfelergebnisse) würfelt, bestimmt den Verlierer der Runde und dieser muss trinken
8. Wer 1 6 5 erreicht (1 & 6 & 5), bestimmt den Verlierer der Runde und dieser muss trinken.
9. wer nicht „ex“ (in einem Zug) austrinkt, muss ein weiteres Pinchen zur "Strafe" eingießen und trinken.
10. 1 & 1 & 1-Chicago: alle außer dem Gewinner müssen reihum trinken und auffüllen; der Sieger beginnt in diesem Fall mit der nächsten Runde.
11. Im Würfelbecher dürfen sich zu jeder Zeit bei Ausführung des Wurfs nur die korrekte Anzahl Würfel und nichts anderes (Vorsichtig, Schnipsel!!) befinden. Ansonsten verliert der Würfelnde und muss trinken.
12. Wer aussteigen will, muss drei Pinchen hintereinander „ex“ trinken.
13. Der erste Spieler jeder Runde ist verpflichtet, einmal laut und deutlich die Zahl der Würfe und das zu schlagende Ergebnis anzusagen.
14. Der Spieler, welcher in einer vollen durchgelaufenen Runde das niedrigste Ergebnis erzielt, verliert und muss trinken.
15. Paschs können nicht angesammelt werden. (Ausnahme, Chicago) 
Die Variante ist vor allem auf Partys beliebt, die dem Alkoholmissbrauch frönen. Sie kann nicht empfohlen werden, das sie hochgradig Gesundheitsschädigend ist. Besonderes Augenmerk ist darauf zu lenken, dass das Spiel mit fortschreitender Dauer immer schwerer zu spielen wird, vor allem für Spieler die bereits häufiger verloren haben. Die Mitspielenden werden versuchen, auch außerhalb der Würfe das Verlieren von Mitspielern herbeizuführen, so durch Fremdkörper im Becher (wie Schnipsel oder zusätzliche Würfel), durch Ausnutzen von Unaufmerksamkeit (der erste Wurf wird schnell ausgeführt wenn andere Spieler noch unaufmerksam sind, wenn die Anzahl der Würfe und das Ergebnis verkündet wird, jedoch Nachfragen zum Wurf nicht beantwortet werden, was zum Dilema des „Überwerfens“ führt). Man kann sich auch als Gewinner einer Runde selbst zum Verlierer erklären. Bei fortgeschrittener Spieldauer wird das Nachgießen des Pinchens zum Geschicklichkeitsspiel. Zwar darf ein Tropfen vom Flaschenhals fallen, aber größere Mengen gelten als Kleckern. Manche Runden spielen auf einem Blatt Löschpapier. Es ist erlaubt einen Spieler auf dessen Wunsch hin auszulösen, indem man die „drei zum Aussteigen“ für Ihn nimmt. 
Zu Regel 14 ist anzumerken, dass in größeren Runden, (5-8 Spieler) selten eine volle Runde durchläuft, da durch einen Bestimmerwurf (165; 222; 333; 444; 555; 666) Durch einen Chicago (111) oder durch einen Regelverstoß bereits vorher ein Verlierer der Runde ermittelt wird. 
Chicago wird Streng und Ehrlich gespielt.

## Wahrscheinlichkeiten für einenChicago-Wurf
Die errechneten Wahrscheinlichkeit für drei Einsen sind
- Chicago im ersten Wurf: {\displaystyle {\frac {1}{6^{3}}}\approx 0{,}463\,\%}
- unter obigen Regeln {\displaystyle \approx 8{,}04\,\%} bei maximal drei Würfen